# Ángel Penas
Ángel Penas Merino (Valencia de Don Juan, 1948) es doctor en Biología. Botánico, fitosociólogo y profesor español, exrector de la Universidad de León. Ha sido profesor Titular de diversas asignaturas de Botánica de esa Universidad, y desarrolla actividades científicas en corología de plantas vasculares y conservación de los recursos fitogenéticos. Ha colaborado por años con la publicación de Flora iberica. Es secretario de la Asociación Española de Fitosociología y miembro del Comité Ejecutivo de la Féderation Internationale de Phitosociologie. Recibió dos doctorados Honoris Causa.

## Algunas publicaciones
- * ángel Penas Merino, tomás e. Díaz González. 1986. De plantis legionensibus. Notula VI. 5: 179-183

### Libros
- ángel Penas Merino, tomás e. Díaz González, salvador Rivas-Martínez. 2001. Un itinerario botánico por los alrededores de León. Ed. Servicio de Publicaciones de la Universidad de León. 64 pp. ISBN 8477199647

- 1991. Plantas silvestres de Castilla y León. Biblioteca de educación ambiental: Serie B. Ed. Ámbito. 471 pp. ISBN 8486770408

- tomás e. Díaz González, ángel Penas Merino. 1984. Bases para el mapa fitogeográfico de la provincia de León. Ed. Institución Fray Bernardino de Sahagún. 101 pp. ISBN 8400056949

- 1980. Flora y vegetación de la cuenca media leonesa del río Esla. Eds. Universidad de Oviedo, Servicio de Publicaciones y Universidad de León, Facultad de Biología. 533 pp.

## Honores
- 2004, Doctor honoris causa por la Universidad de Pamplona

- La abreviatura «Penas» se emplea para indicar a Ángel Penas como autoridad en la descripción y clasificación científica de los vegetales.[2]